# Aromat
Aromat (en (ucraïnès): Аромат) és un poble de la República Autònoma de Crimea a Ucraïna, que el 2014 tenia 330 habitants. Pertany al districte de Bakhtxissarai.